# México 2000
México 2000 är en ort i Mexiko.   Den ligger i kommunen Mapastepec och delstaten Chiapas, i den sydöstra delen av landet, 800 km sydost om huvudstaden Mexico City. México 2000 ligger 31 meter över havet och antalet invånare är 125.
Terrängen runt México 2000 är varierad. Runt México 2000 är det ganska tätbefolkat, med 62 invånare per kvadratkilometer. Närmaste större samhälle är Mapastepec, 8,8 km nordväst om México 2000. Omgivningarna runt México 2000 är en mosaik av jordbruksmark och naturlig växtlighet.